# Сальпи
Са́льпи (Salpae або Thaliacea) — клас морських вільноплаваючих тварин підтипу покривників, за іншою класифікацією — ряд класу Thaliacea. Включає понад 20 видів.

## Будова
Мають форму бочки або огірка, розміри від кількох міліметрів до 33 см. Тіло повністю прозоре, зовні вкрите так званою тунікою (потовщена кутикула епітелію шкіри заселена клітинами, слугує захистом для внутрішніх органів), під якою розташовані кільцеві м'язи. Представники класу мають тіло з дуже широкими отворами на протилежних краях. На одному кінці розміщений ротовий сифон, на іншому — анальний. Навколо отворів розташовані чутливі вирости. М'язові стрічки розташовані на певній відстані одна від одної. Внутрішня частина тіла поділена косою перегородкою на дві порожнини. Передня порожнина — глотка, задня — клоака. Перегородка містить два ряди зябрових щілин. Глотка займає майже всю порожнину тіла. На дні глотки є ендостиль, а на спинній стороні, як і у всіх інших покривників поздовжній виріст — спинна пластинка. Кишечник дуже короткий, розташований на черевній стороні перегородки між двома порожнинами. Він складається з короткого стравоходу, який переходить у колбоподібний шлунок, він відкривається у кишку, яка відкривається анальним отвором у клоаку. Нервова система представлена мозковим ганглієм, який розташований над глоткою, від нього по тілу відходять нерви. Кровоносна система незамкнена, серце розташовано біля шлунку Статеве покоління — гермафродити, мають по одному сім'янику та яєчнику. Видільна система відсутня.
Сальпи здатні світитися (найбільше ця властивість розвинена у представників роду Cyclosalpa), в області кишківника на черевній стороні розташовані особливі клітини, які містять симбіотичних бактерій, які здатні світитися.
Одні і ті самі види сальп можуть зустрічатися як поодинокими особинами так і у вигляді колоній.

## Спосіб життя

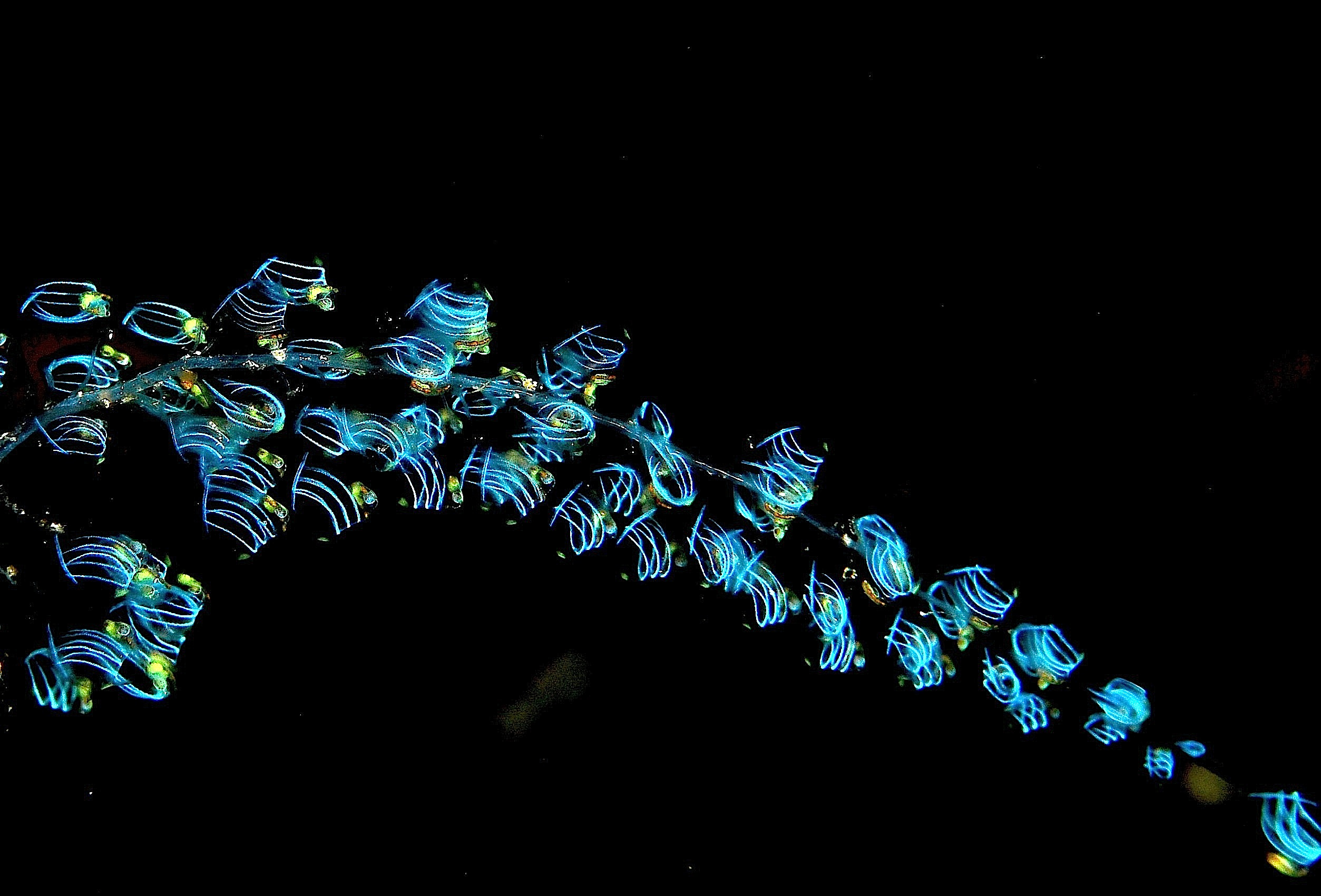
Колонія сальп, що світиться

Розповсюджені по всіх океанах, окрім Північного Льодовитого океану, але надають перевагу теплим водам. У деяких регіонах можуть утворювати дуже великі скупчення та домінувати в планктоні. Часто це спостерігається в прибережних районах північно-західної Атлантики, в Тихому океані біля південно-східних берегів Австралії, на захід від Британських островів тощо. Пелагічні тварини. Зазвичай тримаються біля поверхні, але можуть зустрічатись і на глибині до кількох сотень метрів. Потребують нормальної океанічної солоності 34-36 ‰. Для класу сальп характерні складні життєві цикли з чергуванням статевого та безстатевого поколінь. Для тварин характерний реактивний рух. При цьому вони заковтують воду через рот, а потім виштовхують її через клоаку. Живляться фітопланктоном. Завдяки особливостям розмноження при наявності кормової бази популяція за добу може збільшуватись у 2,5 рази.

## Розмноження
Для класу сальп характерні дуже складні життєві цикли з чергуванням статевого та безстатевого поколінь. Кількість яєць, які продукуються статевим поколінням дуже невелика (іноді одне). Личинка сальп має залишки хорди.

## Значення
Сальпами іноді живляться деякі види риб (тріска, тунець), а також деякі черепахи та птахи. Утворюючи великі скупчення та поїдаючи весь фітопланктон, сальпи можуть наносити деяку шкоду, залишаючи пелагічних личинок тварин без кормової бази. Пусті оболонки сальп використовуються деякими ракоподібними як домівки.
За будовою тіла сальпи - примітивні організми, але мають неабияку користь. Вони отримують усі харчі з води в океані. Якщо не знаходять крупного планктону, їдять бактерії. Сальпи поглинають вуглець із поверхні води. Там він є у великій кількості. Вони також "ховають" парниковий газ на дні водойми. Поїдаючи планктон, "спаковують" вуглекислоту в нейтральні сполуки, так борються із глобальним потеплінням: зменшують ризик парникового ефекту на планеті.